# Зеслоане
Зеслоане (рум. Zăsloane) — село у повіті Караш-Северін в Румунії. Входить до складу комуни Сікевіца.
Село розташоване на відстані 339 км на захід від Бухареста, 65 км на південь від Решиці, 125 км на південь від Тімішоари.

## Населення
За даними перепису населення 2002 року у селі проживала 51 особа, з них 50 осіб (98,0%) румунів. Рідною мовою 50 осіб (98,0%) назвали румунську.